# Synodus scituliceps
Synodus scituliceps är en fiskart som beskrevs av Jordan och Gilbert 1882. Synodus scituliceps ingår i släktet Synodus och familjen Synodontidae. IUCN kategoriserar arten globalt som livskraftig. Inga underarter finns listade i Catalogue of Life.